# Nilea nestor
Nilea nestor là một loài ruồi trong họ Tachinidae.